# Мужчина и женщина в чёрном
«Мужчина и женщина в чёрном» — картина Рембрандта, написанная в 1633 году. В 1990 году картина была украдена из бостонского Музея Изабеллы Стюарт Гарднер и до сих пор её местонахождение неизвестно.
Авторство картины ставилось под сомнение. В 1987 году учёные, входящие в группу исследовательского проекта «Рембрандт», заявили, что авторство картины не принадлежит самому мастеру, а кому-то из его подмастерий. Однако спустя 28 лет члены исследовательского проекта вновь вернули авторство Рембрандту.
На картине изображена супружеская пара. Картина, возможно, была подрезана слева; стул, очевидно, является поздней добавкой, призванной уравновесить композицию с подрезанной стороны.
Бернард Беренсон купил картину для Изабеллы Стюарт Гарднер. Картина была выставлена в музее Изабеллы Стюарт Гарднер; 18 марта несколько воров, переодетых в полицейскую форму, выкрали из музея 13 работ известных художников. Помимо двух живописных полотен и одного наброска Рембрандта был украден «Концерт» Яна Вермеера, работы Эдуарда Мане и Эдгара Дега. 18 марта 2013 года представители ФБР заявили о раскрытии ограбления и о том, что картины были похищены организованной преступной группировкой, однако их местонахождение на данный момент не известно.